# Pomer (ort)
Pomer är en ort i Kroatien.   Den ligger i länet Istrien, i den västra delen av landet, 200 km sydväst om huvudstaden Zagreb. Pomer ligger 8 meter över havet och antalet invånare är 386.
Terrängen runt Pomer är platt. Havet är nära Pomer åt sydväst.  Närmaste större samhälle är Pula, 6,2 km nordväst om Pomer. 